# خون‌آشام‌ها (فیلم ۲۰۱۲)
خون‌آشام‌ها (به انگلیسی: Vamps) فیلمی محصول سال ۲۰۱۲ و به کارگردانی ایمی هکرلینگ است. در این فیلم بازیگرانی همچون آلیسیا سیلورستون، کریستن ریتر، سیگورنی ویور، دن استیونز، ریچارد لویس، والاس شاون، جاستین کرک، کریستن جانستون، مالکوم مک‌داول، مریلو هنر، زاک اورث، لری ویلمور، مریدیت اسکات لین، برایان بکر، تیلور نگرون، امیر اریسن و گائل گارسیا برنال ایفای نقش کرده‌اند.